# Кордофан
Кордофан (араб. كردفان) — історична провінція в Судані. Існувала до 1994 року, потім була розділена на Південний, Північний і Західний Кордофан (скасований в 2006). Адміністративним центром був Ель-Обейд.

## Історія
Середньовічною столицею Кордофана було місто Нувабія, де зупинялися каравани купців з Єгипту. Основною статтею експорту були раби. З XIII—XIV століття починається проникнення на територію області арабізованих африканських племен.
До початку XIX ст. Кордофан перебував під владою султанату Сеннар. У 1821 році був завойований єгипетським правителем Мухаммедом Алі. До цього часу країна залишалася мало вивченою європейцями: одним з перших мандрівників, які описали Кордофан, став австро-угорський торговець Ігнаціус Пальме. У 1880-х роках в Кордофані розгорнулися основні події повстання Махді. Після придушення повстання в 1898 році Кордофан став однією з провінцій Судану.